# Constanze Niederhaus
Constanze Niederhaus (* 1976) ist eine deutsche Germanistin.

## Leben
Von 1996 bis 1998 studierte sie an der Universität Bremen die Fächer Allgemeine Linguistik, Germanistik und Soziologie und von 1998 bis 2003 an der Humboldt-Universität zu Berlin die Fächer Germanistische Linguistik, Neuere Deutsche Literatur und Soziologie. Nach der Promotion 2011 an der Humboldt-Universität zu Berlin am Institut für Erziehungswissenschaften, Abteilung Wirtschaftspädagogik war sie von 2011 bis 2015 Akademische Rätin auf Zeit an der Universität Duisburg-Essen: Lehre und Forschung in dem Bereich Deutsch als Zweitsprache. Seit 2015 ist sie Professorin für Deutsch als Zweitsprache und Mehrsprachigkeit im Institut für Germanistik und Vergleichende Literaturwissenschaft der Universität Paderborn.

## Schriften (Auswahl)
- mit Kirsten Althaus und Antje Mewes: Übungs- und Aufgabenfolgen zum Leseverstehen von Sach- und Fachtexten. Erarbeitet im Rahmen des Projekts „Sprachförderung in MDQM“ (Modulare duale Qualifizierungsmaßnahme). Berlin 2007, OCLC 181756756.
- mit Steffi Badel und Antje Mewes: Sprachförderung in der beruflichen Bildung. Endbericht der wissenschaftlichen Begleitung zum Modellversuch Modulare-Duale-Qualifizierungsmaßnahme (MDQM). Berlin 2007, OCLC 239408037.
- Fachsprachlichkeit in Lehrbüchern. Korpuslinguistische Analysen von Fachtexten der beruflichen Bildung. Münster 2011, ISBN 3-8309-2601-4.
- mit Tülay Altun, Claudia Handt, Beatrix Hinrichs, Anna Hoffacker und Ingrid Weis: Sprachbildung in der Grundschule. Stuttgart 2021, ISBN 3-12-676209-3.